# Vu Han-hsziung
Vu Han-hsziung (Wu Hanxiong) (egyszerűsített kínai írással: 吴汉雄; Santou (Shantou), 1981. január 21. –) olimpiai és világbajnoki ezüstérmes kínai tőrvívó.